# Monument voor Roma en Sinti (Den Bosch)

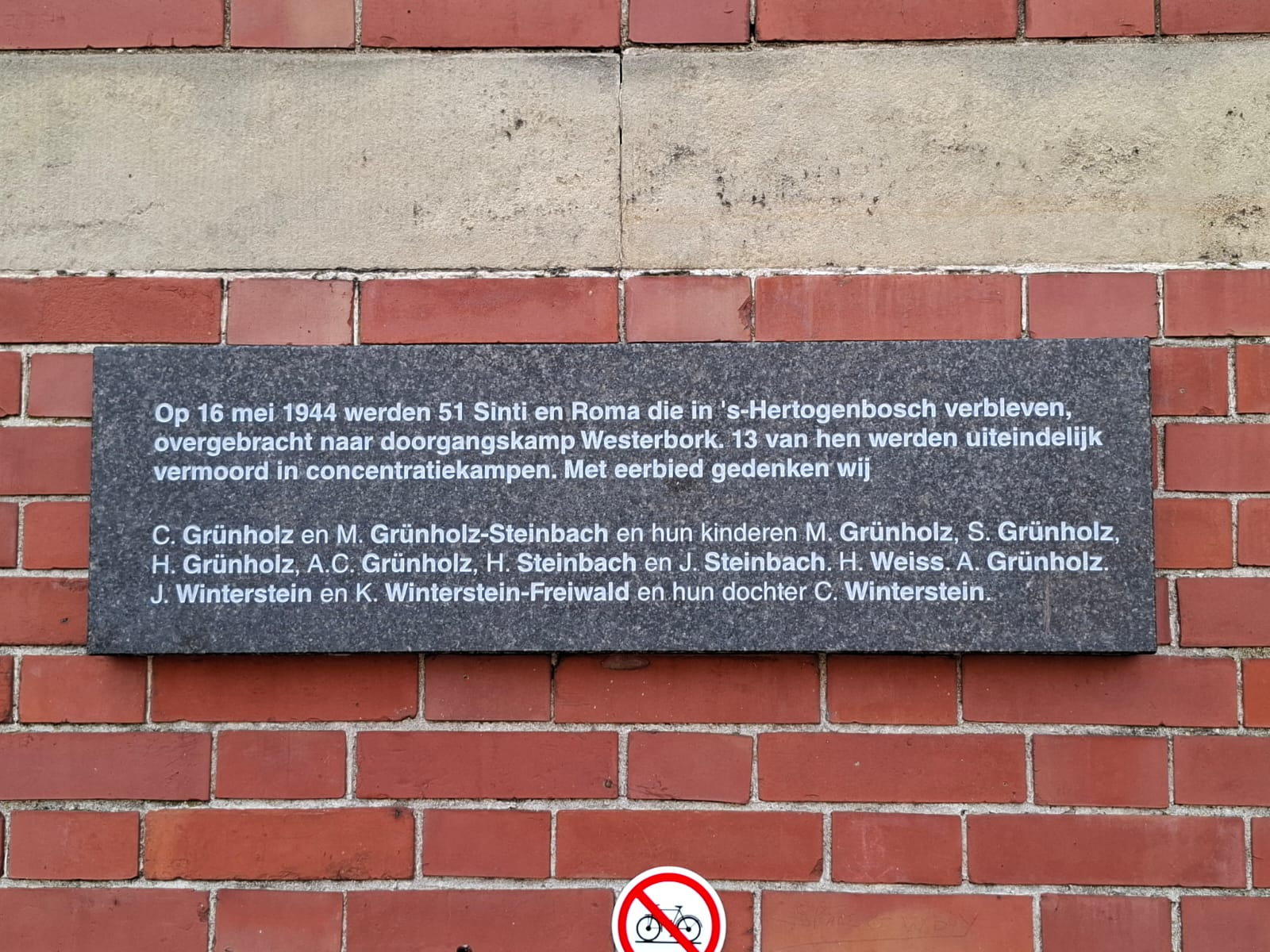
De herinneringsplaquette in Den Bosch

Het monument voor Roma en Sinti in Den Bosch is een plaquette van zwart natuursteen waarop de razzia op Roma en Sinti van 16 mei 1944 wordt herdacht.

## Geschiedenis
De plaquette herinnert aan de deportatie van 51 Roma en Sinti die sinds het trekverbod voor woonwagens tijdens de Tweede Wereldoorlog in het verzamelkamp Siberië in Den Bosch verbleven. Zij werden op 16 mei opgepakt en vanaf het Centraal Station in Den Bosch gedeporteerd naar kamp Westerbork. Hun paarden werden in beslag genomen en de woonwagens verzegeld. Van hen werden 33 personen op basis van hun reisdocumenten of vermeende arische achtergrond de volgende dag vrijgelaten. De overgebleven achttien gingen op 19 mei op transport naar Auschwitz. Dertien van hen werden vermoord, vijf overleefden de oorlog.
De tekst op de plaquette luidt:

Op 16 mei 1944 werden 51 Sinti en Roma die in 's-Hertogenbosch verbleven,

overgebracht naar doorgangskamp Westerbork. 13 van hen werden uiteindelijk

vermoord in concentratiekampen. Met eerbied gedenken wij:

C. Grünholz en M. Grünholz-Steinbach en hun kinderen M. Grünholz, S. Grünholz.

H. Grrünholz, A.C. Grünholz, H. Steinbach en J. Steinbach. H. Weiss, A. Grünholz.

J. Winterstein en K. Winterstein-Freiwald en hun dochter C. Winterstein.

De plaquette is op 27 januari 2020 onthuld door burgemeester Jack Mikkers, jeugdburgemeester Saleisha Kreté en nabestaande Pawo Winterstein. Hij hangt op een plaats waar de Roma en Sinti tijdens de deportatie langsreden: aan de zuidkant van de Oranje Nassaulaan, op enkele meters van het Stationsplein. Als gevolg van de coronacrisis vond pas op 16 mei 2022 voor het eerst een herdenking bij het monument plaats.